# Juan Antonio de la Riva
Juan Antonio de la Riva (San Miguel de Cruces, Durango, 21 de dezembro de 1953) é um diretor de cinema mexicano. Ele dirigiu filmes como Wood Town, Wandering Lives e The Sparrowhawk.

## Filmografia
- 1984 - Vidas Errantes
- 1986 - Obdulia
- 1988 - Pueblo Maldito
- 1990 - Pueblo de madera
- 1991 - Soy Libre
- 1992 - Más que alcanzar una estrella
- 1992 - El triste juego del amor
- 1993 - La Última Batalla
- 1993 - "Tres son peor que una
- 1993 - Hay para todas
- 1994 - Una maestra con ángel
- 1994 - La Chilindrina en Apuros
- 1997 - Elisa antes del fin del mundo
- 1998 - El último profeta
- 2000 - El gavilán de la sierra
- 2010 - Érase una vez en Durango
- 2014 - "Dos armas de distinto calibre"
- 2016 - Ladronas de almas